# Жикіна
Жи́кіна (рос. Жикина) — присілок у складі Каргапольського району Курганської області, Росія. Входить до складу Чашинської сільської ради.
Населення — 108 осіб (2010, 178 у 2002).
Національний склад населення станом на 2002 рік: росіяни — 85 %.